# Bo Diddley
För andra betydelser, se Bo Diddley (olika betydelser).
Bo Diddley, född Ellas Otha Bates den 30 december 1928 i McComb, Mississippi, död 2 juni 2008 i Archer i Alachua County, Florida, var en amerikansk rockmusiker. Diddley föddes i Mississippi, av en sextonårig mor som överlät sonens uppfostran till sin kusin, Gussie McDaniel, och när Ellas McDaniel/Bates var sju år gammal flyttade de båda till Chicago där Ellas McDaniel växte upp.
De tidigaste exemplen på rhythm and blues-material som övergått i rock'n'roll anses vara Diddleys låtar "Who Do You Love?", "Road Runner", "You Don't Love Me" och "I'm a Man". Han skapade även det så kallade "Bo Diddley-beatet", som är en av hörnstenarna bland rock'n'roll-rytmerna. Det distinkta afrikainspirerade rytmmönstret ("bomp[på 1/32] bomp[på 9/32] bomp[på xx/32] -  bomp[på xx/32 ] bomp[på xx/32]-bomp[1/32]") har sedan använts flitigt av andra artister och har blivit ett distinkt och återkommande element i rock'n'rollen genom decennierna. Han använde det första gången på sin debutsingel "Bo Diddley" 1955.
Hans låtar har spelats in av artister som The Animals, The Rolling Stones (Mona på bandets första LP), The Pretty Things (som tog sitt namn från Diddleys Pretty Things), Canned Heat, och Buddy Holly för att nämna några. Även om Diddley anses som mycket inflytelserik så gick hans låtar främst hem hos den afroamerikanska publiken i USA, och han nådde topp 10-placering på Billboards R&B-singellista tre gånger på 1950-talet. De låtar som han nådde bredast popframgång med var skämtlåten "Say Man" 1959, samt Willie Dixons "You Can't Judge a Book by the Cover" 1962. Låtarna nådde plats 20 respektive 48 på Billboard Hot 100-listan.
Diddley var även känd för sina udda gitarrer, framför allt de rektangulära av fabrikatet Gretsch, men han sågs även uppträda med bland annat pälsklädda gitarrer.
Den 12 maj 2007 drabbades Bo Diddley av en stroke, som sannolikt orsakades av långvarig diabetes och högt blodtryck. Han avled av en hjärtattack ett drygt år senare.

## Diskografi

### Singlar
- Bo Diddley / I'm A Man (1955)
- Diddley Daddy / She's Fine, She's Mine (1955)
- Pretty Thing / Bring It To Jerome (1955)
- Diddy Wah Diddy / I Am Looking for a Woman (1956)
- Who do You Love / I'm Bad (1956)
- Cops and Robbers / Down Home Special (1956)
- Hey! Bo Diddley / Mona (1957)
- Say! Boss Man / Before You Accuse Me (1957)
- Hush Your Mouth / Dearest Darling (1958)
- Willie and Lillie / Bo Meets the Monster (1958)
- I'm Sorry / Oh Yeah (1959)
- Crackin' Up / The Great Grandfather (1959)
- Say Man / The Clock Strikes Twelve (1959)
- Say Man, Back Again / She's Alright (1959)
- Road Runner / My Story (1960)
- Walkin' and Talkin' / Crawdad (1960)
- Gunslinger / Signifying Blues (1960)
- Not Guilty / Aztec (1961)
- Pills / Call Me (1961)
- You Can't Judge a Book by the Cover / I Can Tell (1962)
- The Greatest Lover in the World / Surfer's Love Call (1963)
- Memphis / Monkey Diddle (1964)
- Jo-Ann / Mama, Keep Your Big Mouth Shut (1964)
- Chuck's Beat (med Chuck Berry) / Bo's Beat (1964)
- Hey, Good Lookin' / You Ain't Bad (1965)
- 500% More Man / Let the Kids Dance (1965)
- We're Gonna Get Married / Do the Frog (1966)
- Baby / Back to School (1966)
- Wrecking My Love Life / Boo-Ga-Loo Before You Go (1967)
- I'm High Again / Another Sugar Daddy (1968)
- Bo Diddley 1969 / Soul Train (1969)
- The Shape I'm In / Pollution (1971)
- I Said Shut Up Woman / I Love You More Than You'll Ever Know (1971)
- Infatuation / Bo Diddley-Itis (1972)
- Bo-Jam / Husband-in-Law (1972)
- Don't Want No Lyin' Woman / Make a Hit Record (1973)
- Drag On / Not Fade Away (1976)
- Bo Diddley Is Crazy / Can I Walk You Home / A Man Amongst Men (1996 - CD)

### Studioalbum
- Bo Diddley (1958)
- Go Bo Diddley (1959)
- Have Guitar Will Travel (1960)
- Bo Diddley in the Spotlight (1960)
- Bo Diddley Is a Gunslinger (1960)
- Bo Diddley Is a Lover (1961)
- Bo Diddley's a Twister (1962)
- Bo Diddley (1962)
- Bo Diddley & Company (1962)
- Surfin' with Bo Diddley (1963)
- Bo Diddley's Beach Party (1963)
- Bo Diddley's 16 All-Time Greatest Hits (1964)
- Two Great Guitars (+ Chuck Berry) (1964)
- Hey Good Lookin' (1965)
- 500% More Man (1965)
- The Originator (1966)
- Super Blues (+ Muddy Waters & Little Walter) (1967)
- Super Super Blues Band (+ Muddy Waters & Howlin' Wolf) (1967)
- The Black Gladiator (1970)
- Another Dimension (1971)
- Where It All Began (1972)
- Got My Own Bag of Tricks (1972)
- The London Bo Diddley Sessions (1973)
- Big Bad Bo (1974)
- 20th Anniversary of Rock & Roll (1976)
- I'm a Man (1977)
- Ain't It Good To Be Free (1983)
- Bo Diddley & Co - Live (1985)
- Hey...Bo Diddley in Concert (1986)
- Breakin' Through the BS (1989)
- Living Legend (1989)
- Rare & Well Done (1991)
- Live at the Ritz (+ Ronnie Wood) (1992)
- This Should Not Be (1993)
- Promises (1994)
- A Man Amongst Men (1996)
- Moochas Gracias (+ Anna Moo) (2002)

## Filmografi (urval)
- 1983 - Ombytta roller
- 1998 - Blues Brothers 2000